# Iglesia de la Santísima Trinidad (Fossano)

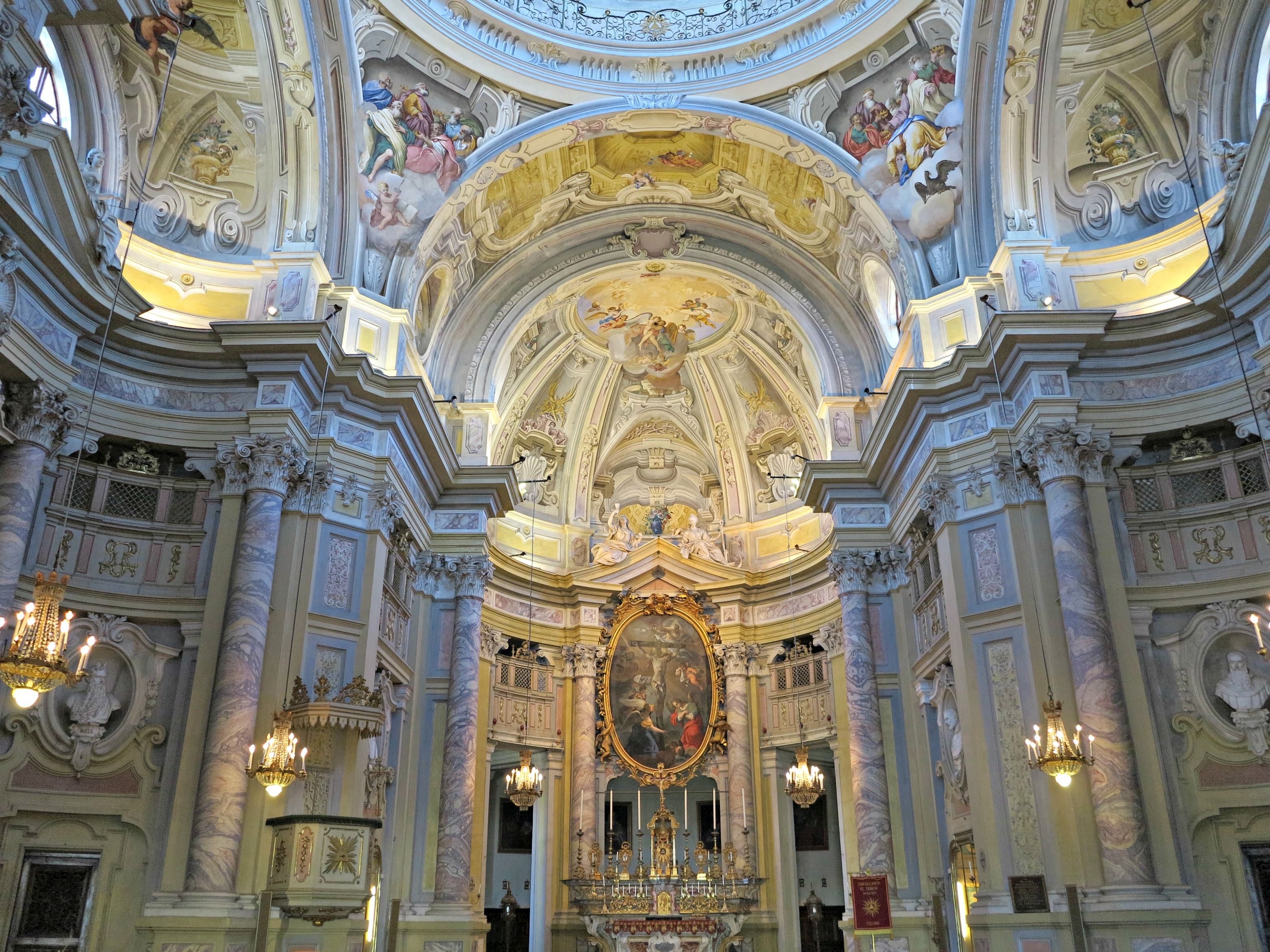
El interior de la iglesia

La iglesia de la Santissima Trinità o dei Battuti Rossi es una iglesia de Fossano

## Historia
Fue diseñada por el arquitecto Francesco Gallo, y fue construida entre 1723 y 1728 en un estilo barroco muy refinado: el edificio es enteramente de terracota y tiene una fachada cóncava de gran armonía y un fuerte esbelto campanario. Junto a la iglesia se encuentra el Hospital Civil, también construido por Gallo y revestido exteriormente de terracota. 